# Табб, Эрнест
Эрнест Дейл Табб (англ. Ernest Dale Tubb; 9 февраля 1914, Крисп, Техас — 6 сентября 1984, Нашвилл, Теннесси) (по прозвищу «Техасский трубадур») — американский певец и композитор, один из пионеров музыки кантри. Его самый известный хит «Walking the Floor Over You» (1941-й год) обозначил начало музыкального стиля хонки тонк. В 1948-м году он стал первым певцом, записавшим такой хит как «Blue Christmas» — песню, которая больше ассоциируется с Элвисом Пресли пятидесятых годов. Ещё один знаменитый хит Табба «Waltz Across Texas» был невероятно популярен в танцевальных залах по всему Техасу, особенно на уроках вальса. В начале 60-х годов, он записал несколько песен с Лореттой Линн (тогда ещё малоизвестной певицей), в том числе хитовую «Sweet Thang».
Табб родился на хлопковой ферме недалеко от городка Крисп, Техас. Его отец был испольщиком, поэтому Эрнест провел юность, работая на фермах по всему штату. Он был большим поклонником Джимми Роджерса и проводил свободное время, разучивая песни и играя на гитаре. В 19 лет он устроился работать певцом на одну из радиостанций Сан-Антонио. Оплата была низкой, поэтому он подрабатывал рытьём канав, а позже устроился клерком в аптеку. В 1939-м он перебрался в Сан-Анджело, Техас и нанялся ведущим пятнадцатиминутного радиошоу. Чтобы прокормиться он работал водителем в компании по доставке пива. Позже, во время войны он написал песню «Beautiful San Angelo».
В 1936 году Табб встретился с вдовой Джимми Роджерса (Роджерс умер в 1933-м), чтобы попросить её о фотографии с автографом. Между ними завязалась дружба и это помогло Табу заключить контракт с RCA. Его первые записи были неудачными. В 1939-м он перенес операцию на горле, и это отразилось на его манере исполнения. Он занялся написанием песен. В 1940-м он подписал контракт с Decca и снова начал выступать. И уже через год, благодаря своему хиту «Walking the Floor Over You», он поднялся на вершину чартов.
В феврале 1943-го Табб впервые принял участие в Grand Ole Opry и основал группу «Техасские Трубадуры». Он оставался участником шоу на протяжении четырёх десятилетий. В 1947-м Табб открывал первое шоу Grand Ole Opry, переехавшее в Карнеги-холл в Нью-Йорке. В 1965-м году он был принят в Зал славы кантри-музыки, а в 1970-м в Зал славы композиторов Нэшвилла.
Табб умер от эмфиземы лёгких в Нэшвилле, Теннесси. Там же он и похоронен. Современным музыкальным фанатам Табб может быть известен, в первую очередь, музыкальным магазином Эрнеста Табба в Нэшвилле. Ещё один такой же магазин существует в городке Пиджон Фордж, Теннесси. Оба этих места, на протяжении десятилетий, являются местами встреч звезд и фанатов кантри.
В списке «40 величайших людей в кантри-музыке», опубликованном в 2003-м году телесетью СМТ (Country Music Television), Эрнест Табб занимает 21-е место.

## Дискография
Студийные альбомы
| Год  | Название                                 | US Country | Лейбл    |
| ---- | ---------------------------------------- | ---------- | -------- |
| 1947 | Ernest Tubb Souvenir Album               |            | Decca    |
| 1952 | Favorites                                |            | Decca    |
| 1952 | Old Rugged Cross                         |            | Decca    |
| 1953 | Songs of Jimmie Rodgers                  |            | Decca    |
| 1956 | Favorites                                |            | Decca    |
| 1957 | Daddy of 'Em All                         |            | Decca    |
| 1959 | The Importance of Being Ernest           |            | Decca    |
| 1960 | Ernest Tubb Record Shop                  |            | Decca    |
| 1960 | Ernest Tubb and His Texas Troubadours    |            | Vocalion |
| 1960 | Midnight Jamboree                        |            | Decca    |
| 1960 | All Time Hits                            |            | Decca    |
| 1961 | Golden Favorites                         |            | Decca    |
| 1962 | On Tour                                  |            | Decca    |
| 1963 | Just Call Me Lonesome                    |            | Decca    |
| 1963 | The Family Bible                         |            | Decca    |
| 1964 | Thanks a Lot                             | 7          | Decca    |
| 1964 | Blue Christmas                           |            | Decca    |
| 1965 | My Pick of the Hits                      | 15         | Decca    |
| 1965 | Hittin' the Road                         |            | Decca    |
| 1966 | Stand by Me                              |            | Vocalion |
| 1966 | By Request                               | 28         | Decca    |
| 1966 | Country Hits Old and New                 | 35         | Decca    |
| 1967 | Another Story                            | 6          | Decca    |
| 1968 | Ernest Tubb Sings Hank Williams          | 34         | Decca    |
| 1968 | Country Hit Time                         |            | Decca    |
| 1969 | Let's Turn Back the Years                |            | Decca    |
| 1969 | Saturday Satan Sunday Saint              | 34         | Decca    |
| 1970 | Good Year for the Wine                   |            | Decca    |
| 1971 | One Sweet Hello                          |            | Decca    |
| 1972 | Say Something Nice to Sarah              | 33         | Decca    |
| 1972 | Baby It's So Hard to Be Good             |            | Decca    |
| 1973 | I've Got All the Heartaches I Can Handle |            | MCA      |
| 1975 | Ernest Tubb                              | 45         | MCA      |

### Совместные альбомы
| Год  | Название                     | Соисполнитель | US Country | Лейбл |
| ---- | ---------------------------- | ------------- | ---------- | ----- |
| 1956 | Red and Ernie                | Рэд Фоули     |            | Decca |
| 1965 | Mr. & Mrs. Used to Be        | Лоретта Линн  | 13         | Decca |
| 1967 | Singin' Again                | Лоретта Линн  | 2          | Decca |
| 1969 | If We Put Our Heads Together | Лоретта Линн  | 19         | Decca |
| 1973 | Story                        | Лоретта Линн  | 43         | MCA   |